# 近距離平射射程
近距离平射射程（英語：point-blank range）是指一個射擊者得以直接射中目標而不需瞄準的距離。武器的近距离平射射程会根据该武器的外弹道特征及操控者所选取的目标而有所不同。目标一定，拥有较平轨道的武器的近距离平射射程会更远。当武器固定，目标较大时（如轰炸机），其射程也会更远。